# Nana del Fènix
La Nana del Fènix és una galàxia nana i irregular que va ser descoberta en 1976 per Hans-Emil Schuster i Richard Martin West, va ser confosa amb un cúmul globular. En l'actualitat s'hi troba a 1,44 milions de anys llum de la Terra. Es diu així perquè s'hi troba en la constel·lació del Fènix. És una galàxia de baixa brillantor superficial.

## Característiques
La part interna de la nana del Fènix està plena de joves estels que pul·lulen d'est a oest i una part externa composta principalment d'estels vells que s'hi mouen de nord a sud. La regió central de la formació estel·lar sembla haver estat relativament constant a través del temps (Martínez-Delgado et al. 1999). En 1999, St-Germain et al. va descobrir una regió H I al voltant de 105 masses solars solament en l'oest de Fènix. La seva velocitat radial és de -23 km/s i pot estar físicament associada amb Fènix si es comprova que té una velocitat radial similar.